# Зґвалтування Персефони
Зґвалтування Персефони або Викрадення Персефони — класичний міфологічний сюжет у західному мистецтві, що зображує викрадення Персефони Аїдом. У цьому контексті слово зґвалтування вживається щодо традиційного перекладу латинського raptus («схоплений» або «винесений»), що стосується викрадення нареченої, а не можливого наступного сексуального насильства.

## Міф

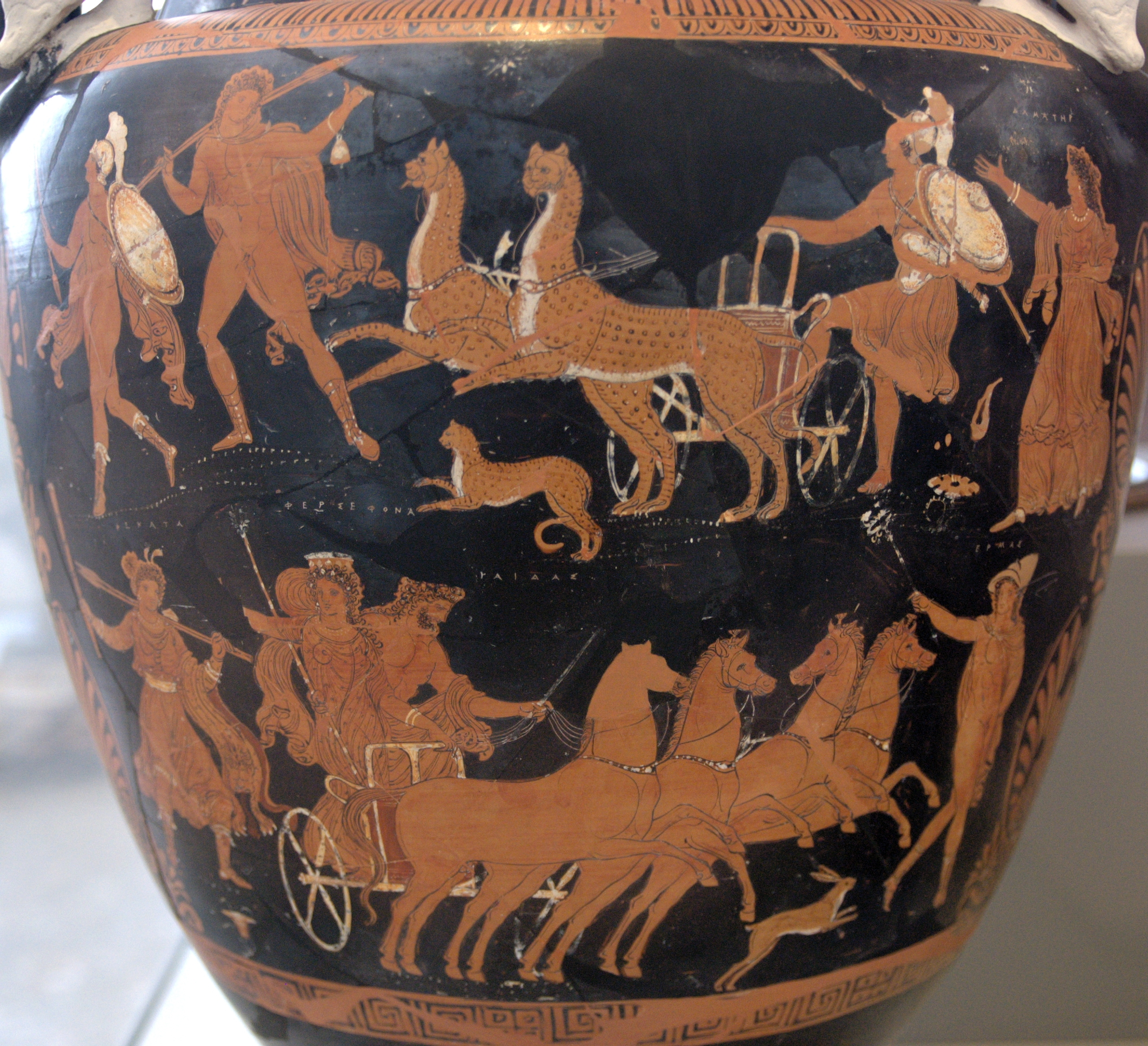
Зґвалтування Персефони. Аїд з кіньми та Персефона (внизу). Апулійський червонофігурний волютний кратер, бл. 340 е. Берлінське античне зібрання

Міф про викрадення Персефони в різних джерелах існує в кількох версіях. Він вже коротко згадується в «Теогонії» (вірш 914), яку Гесіод написав близько 700 р. до н. нашої ери. Одне з найдавніших текстових свідчень, хорова пісня Евріпіда «Єлена» (412 р. до н. е.), називає гірську матір із гір Іда в Малій Азії матір’ю викраденої дівчини. У IV столітті нашої ери Клавдій Клавдіан написав De raptu Proserpinae, епічну поему в трьох книгах.
Спочатку буде відтворено найстаріший, майже повний наратив, а саме Гомерівський гімн 2 «Деметрі», а потім версію римського поета Овідія, яка є найбільш важливою через її вплив та історію мистецтва сучасності.

### Гомерівський гімн
Персефона — дочка Зевса і Деметри. Аїд хотів зробити її своєю дружиною, тому він отримав дозвіл від її батька Зевса та допомогу від Геї, щоб викрасти її в підземний світ. Коли Персефона збирала квіти в полі, Аїд виїхав на своїй колісниці з тріщини на землі і повіз неслухняну Персефону. 
Далеко від Деметри, господині врожаю, яка ріже золотим серпом, вона гралася і збирала квіти з дочками Океану, трояндами, крокусами і прекрасними фіалками, ірисами, гіацинтами і нарцисами. Земля виростила нарцис як чудову пастку для прекрасної дівчини за задумом Зевса, щоб догодити Аїду, який отримує все. Це було дивовижне видовище для всіх, безсмертних богів і смертних людей, з його коріння виросло сто маленьких голівок, які випромінювали такі солодкі пахощі, що сміялося все широке небо над головою і вся земля, і солоний морський приплив. Дівчинка була зачарована і простягнула обидві руки, щоб вхопити цю пишність. Та коли вона це зробила, земля розверзлася, і володар Аїд, з яким ми всі ще зустрінемося, вилетів на своїх безсмертних конях на рівнину Ніси. Володар Аїду, син Кроноса, той, кого називають багатьма іменами. Благаючи про пощаду, вона була затягнута в золоту колісницю.
Свідками викрадення були лише Геката та Геліос. Саме вони пізніше розповіли про це Деметрі, яка негайно вирушила на пошуки дочки, але не змогла її знайти. Дев'ять днів вона блукала по землі, не вживаючи ні амброзії, ні нектару, і дев'ять ночей шукала, тримаючи в руках факел, будь-які сліди своєї дочки. Нарешті, на десятий день, вона зустріла Гекату, яка також несла факел і розповіла їй про викрадення, але не змогла назвати викрадача.
Деметра і Геката піднялися до палацу Геліоса, обидві з палаючими смолоскипами, який у відповідь на її наполегливе благання сказав Деметрі, що Аїд викрав її дочку. Але вона не повинна надто перейматися цим, адже він був богом, її братом і правителем третини світу.

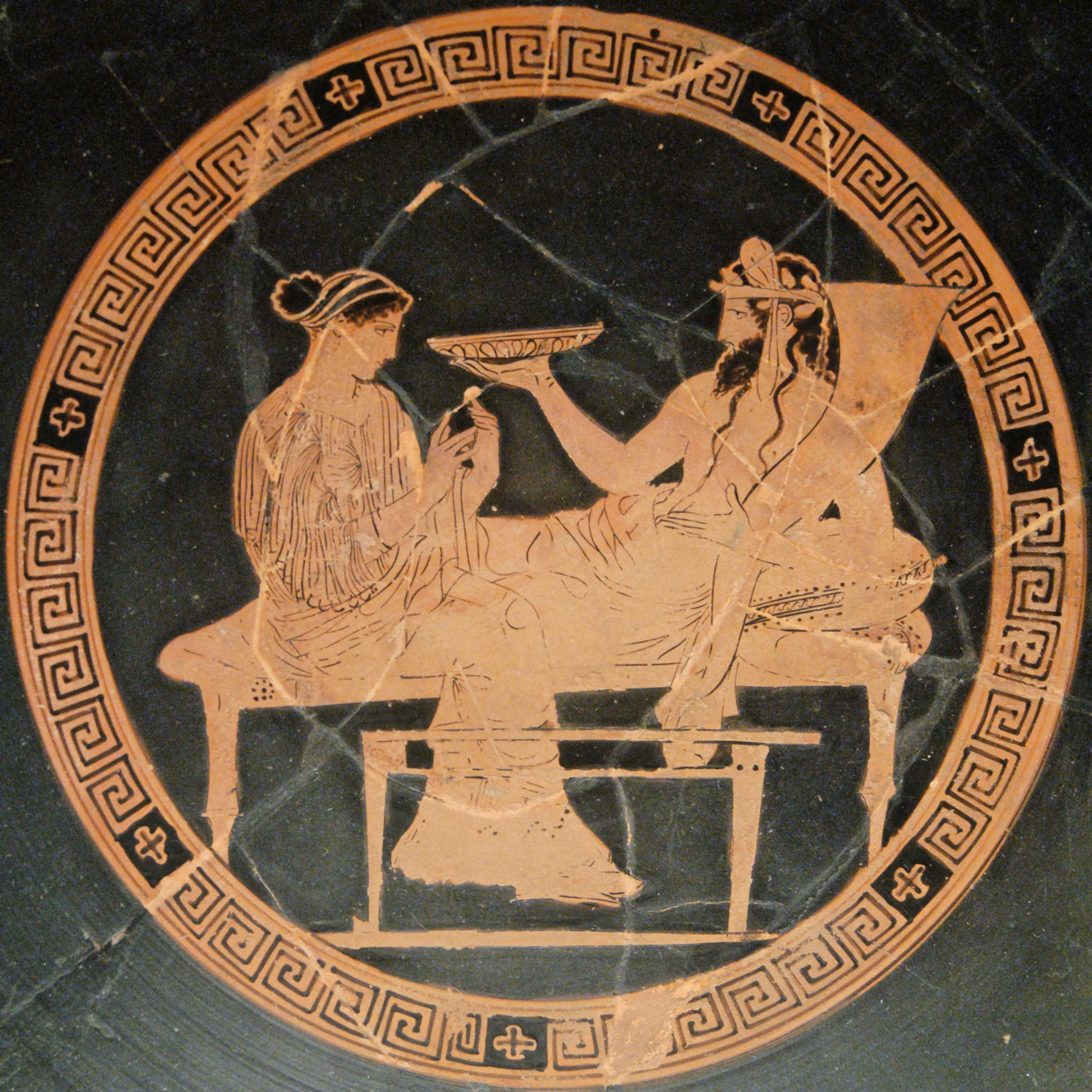
Персефона в Аїді, медальйон з аттичної кілікси, приблизно 440-430 рр. до н. е., Британський музей.

Деметра, однак, була нажахана пограбуванням і далеко не заспокоїлася. Вона не хотіла більше мати нічого спільного з богами і покинула Олімп, перевтілившись у стару жінку і блукаючи серед людей, які її не впізнавали. Так вона прийшла в Елевсин до джерела Дів, де сіла під оливковим деревом. До цієї криниці прийшли дочки елевсинського царя Келея: Каллідіка, Клісідіка, Демо і Каллітоя. Вони запитали уявну стареньку, звідки вона прийшла і чому опинилася так далеко від батьківщини. Деметра відповіла, що її звуть Досо, що вона родом з Криту, що її пограбували пірати, але їй вдалося втекти.
Тоді дочки Келеоса запросили Деметру до будинку свого батька, де її люб'язно прийняла його дружина Метаніра. Але богиня була мовчазна і сповнена смутку, не бажаючи нічого їсти і пити, поки слуга Ямба не розвеселив її дотепними жартами. Вона відмовилася від запропонованого вина, але попросила натомість випити кікеона. Потім богиня взяла під свою опіку Демофона, покійного сина Келеоса і Метанейри. Вона намастила хлопчика амброзією, в результаті чого він чудово розквітнув і став більше схожим на бога, ніж на людину, але коли одного разу вночі вона піднесла його до вогню, щоб зробити безсмертним, то здивувала Метанейру, яка здійняла великий крик, вважаючи, що божевільна стара годувальниця хоче спалити її сина.
Це дуже розлютило богиню, і вона витягла хлопчика з вогню, залишивши його помирати. Тоді вона виявилася у своєму справжньому вигляді і зажадала, щоб їй побудували храм в Елевсині, що й сталося. Коли Деметра нарешті заснувала Містерії Елевсіна, Келей став першим з верховних жерців.

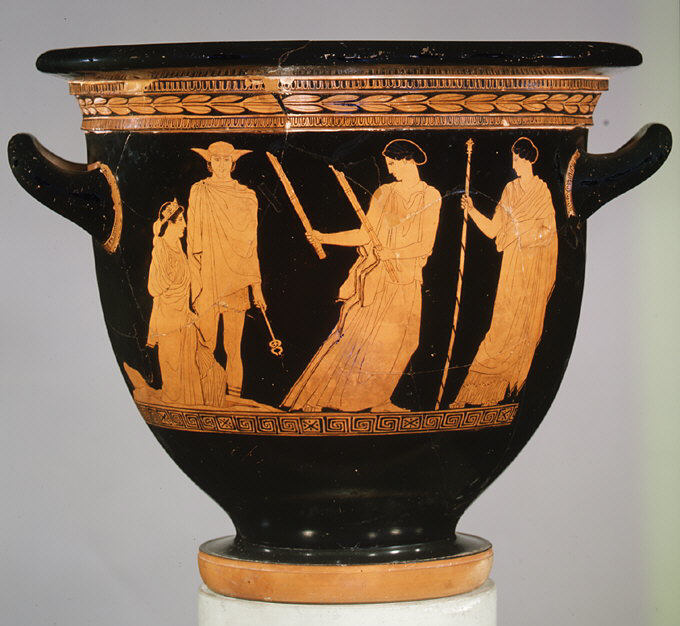
Повернення Персефони з підземного царства. Її ведуть Гермес, божественний посланець, і Геката, богиня родючості. Праворуч стоїть Деметра, яка чекає на свою дочку, аттичний теракотовийкратер, приблизно 440 до н.е.

Однак перед цим вона дала волю своєму гніву та відчаю: наказала рослинам перестати проростати, і незабаром вся земля спорожніла, так що виникла небезпека, що всі люди помруть від голоду, а боги залишаться самі на Олімпі, без хмар жертовного диму, які до цього часу були для них такими приємними. Тому Зевс відправив Гермеса в Аїд, щоб звільнити Кору для блага богів.
Аїд, здавалося, не бажав підкорятися волі Зевса, але, перш ніж вона сіла на колісницю Гермеса, змусив Персефону з’їсти трохи гранатових зерен. Коли Персефона повернулася до Деметри, мати запитала її, чи не їла вона нічого в підземному царстві, на що Коре зізналася, що Аїд змусив її з'їсти кілька гранатових зерняток. Оскільки це сталося, а ніхто, хто скуштував їжу мертвих, не може залишитися у верхньому світі назавжди, Персефона повинна була прожити в підземному царстві з Аїдом чотири місяці, а решту вісім місяців їй було дозволено провести на землі з матір'ю. Деметра нарешті змирилася з цим і погодилася відновити родючість землі. Вона спустилася на землю, де дозволила першому зерну прорости на полі Рарос поблизу Елевсина і заснувала Елевсинські містерії. Чотири місяці в підземному царстві уособлюють безплідний час на землі, Деметра сумна і тому жодна рослина не цвіте, але коли з нею донька, все розквітає і процвітає.

### «Метаморфози»Овідія

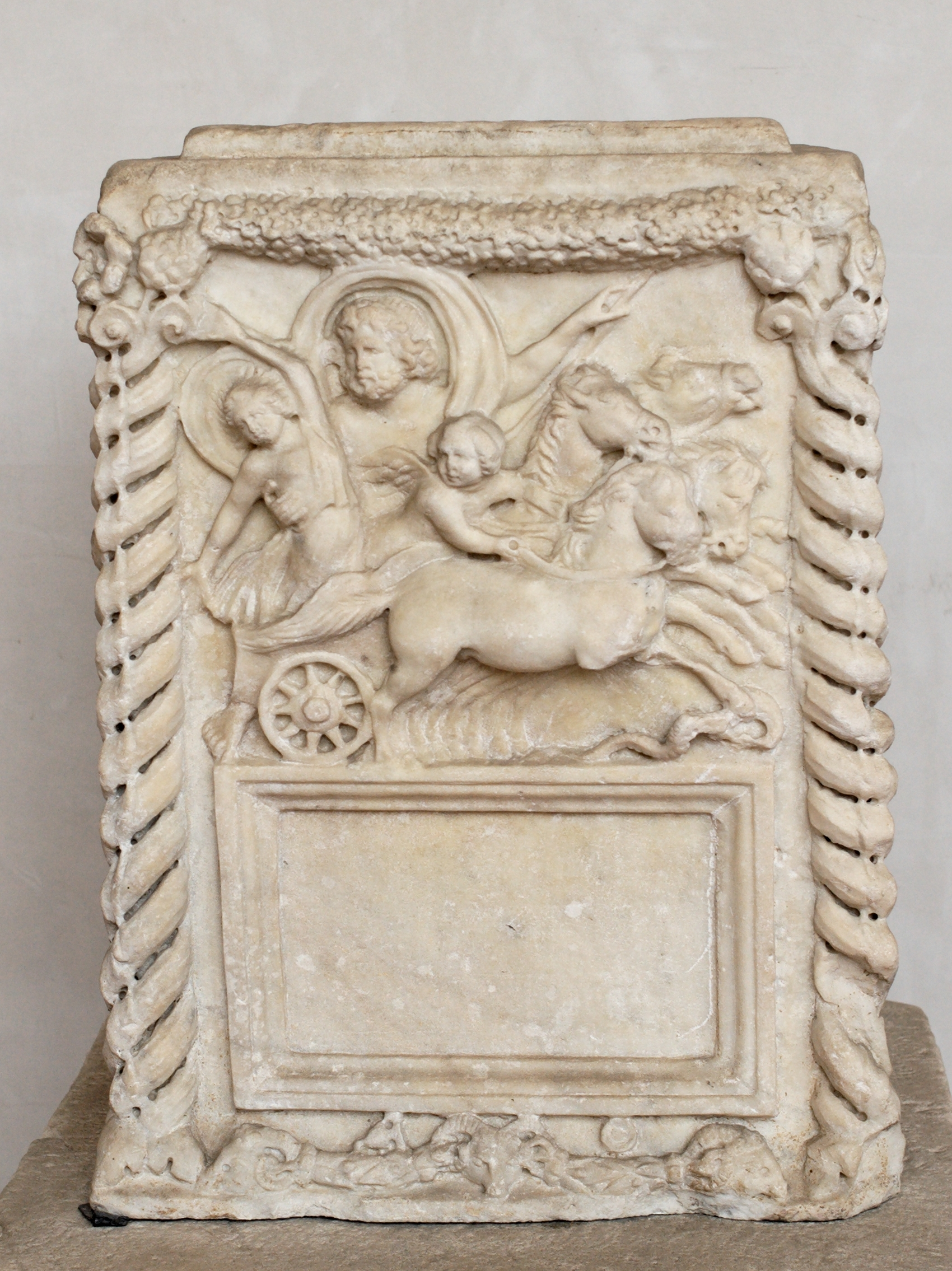
Зґвалтування Прозерпіни (римський могильний вівтар, II ст.)

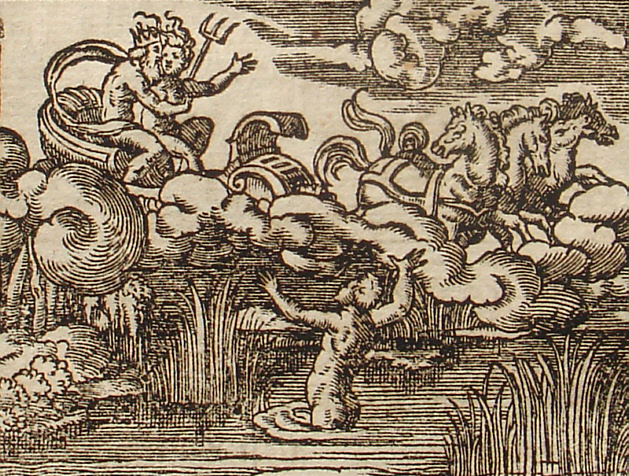
Плутон спускається в підземний світ через джерело Ціан (Віргілій Соліс, 1581).

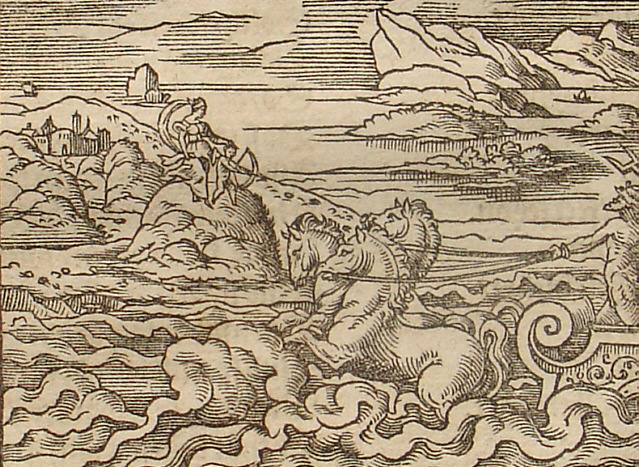
Венера і Купідон бачать Плутона в його колісниці (Віргілій Соліс, 1581).

Овідій двічі розглядав тему зґвалтування Прозерпіни, а саме у своїй найвідомішій праці «Метаморфози» та у «Фастах».
Метаморфози починаються з дещо іншого опису: під час Гігантомахії гігантський Тифон був похований під Сицилією, де він досі неспокійно бореться зі своєю бандою та змушує землю тремтіти. Плутон у підземному світі боїться за себе та своє королівство, і, перш за все, що земля може розірватися і сонце може засяяти в його тіньовому царстві. Страшний Аїд має традицію. У «Теогонії» Гесіода сказано, що Аїд тремтів у підземному царстві, а його брат Зевс відважно бився з Тифоном і зрештою переміг його. Щоб заспокоїтися, Плутон сідає на колісницю, запряжену четвіркою вороних коней, щоб оглянути основи Сицилії.
Під час цієї подорожі його помічає Венера, яка сидить високо в горах у компанії Купідона. Вона вірить, що оскільки жодна частина світу не може бути врятована від стріл Купідона, підземний світ тепер також повинен відчути свою частку сили кохання. А крім того, Прозерпіна, яка ще незаймана, вже є для неї колючкою. Мінерва й Діана вже заприсяглися проти невинності й відійшли від її влади; Купідон повинен негайно вразити Плутона своєю стрілою, коли той, нахмурившись, розглядає основи острова.
У творі Овідія викрадення відбувається на озері Пергуза біля Енни на Сицилії:
Під час глибокого припливу біля стін Генни утворюється озеро,

під назвою Пергус, лежить озеро. Більше пісень лебединих, ніж ця

не можна почути навіть у потоці ковзних хвиль Кайстро.

По всьому березі води оповиті лісом.

Листям, як захисною завісою, жало фіалки, що світиться.

Гілки охолоджують, а луки живлять тірійські квіти.

Панує постійна весна. ...
Плутон, уражений стрілою Купідона, бачить Прозерпіну, яка грається зі своїми супутниками та збирає квіти, закохується, хапає її та мчить – «така поспішність раптової любові» – через пагорб, долину та Palicorum Lacus, що кипить сірчаним димом.
Німфа Кіана мала сміливість стати на шляху Аїда, але він змусив землю розверзтися і спустився в підземне царство разом з колісницею і нареченою, яка не хотіла йти. Кіана була настільки розбита своєю невдачею, що буквально розчинилася в сльозах і перетворилася на джерело Кіану.

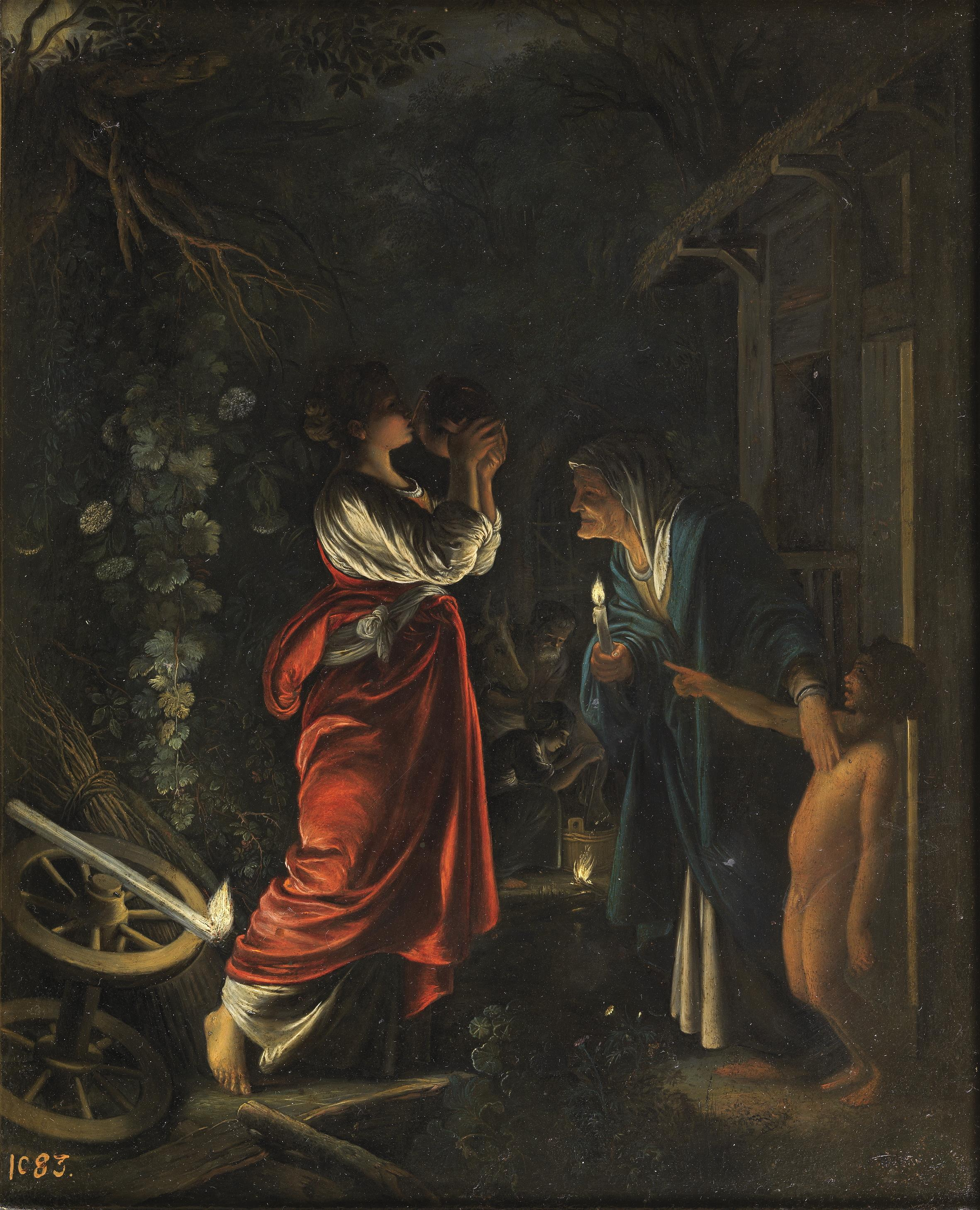
Цереру висміює Аскалаб (картина Адама Ельсхаймера, 1562).

В Овідія також Церера вирушає на пошуки своєї втраченої дочки. Вона також носить смолоскипи під час своїх нічних пошуків, хоча цього разу вона запалює цілі стовбури ялин на вулкані Етна. Коли вона відчуває спрагу під час своїх неспокійних пошуків і її люб'язно приймає Місме, стара жінка, яка дає їй випити Кікеон, який вона випиває за один раз, Аскалабос висміює її, висміюючи її жадібне пияцтво. У покарання Церера перетворює його на ящірку.
Коли Церера облетіла всю земну кулю в пошуках доньки, вона повернулася на Сицилію і, нарешті, до витоків Кіану. Вона могла б розповісти їй, що сталося з Прозерпіною, але у своєму перетвореному стані не мала ні язика, ні губів. Тому вона дозволила загубленому поясу Персефони плавати на поверхні води. Коли Церера побачила пояс, вона зрозуміла, що сталося. Жіночий пояс зазвичай вважається символом цноти, але для римлян він мав особливе значення. На римських весіллях пояс зав'язували особливим вузлом, nodus herculaneus, який наречений повинен був розв'язати у шлюбну ніч, перш ніж наречена і наречений могли вперше з'єднатися.
Церера була в повному відчаї. Вона прокляла околиці і весь світ, виснажила землю, зіпсувала все насіння і вбила худобу та хліборобів. Перед обличчям цієї нестримної волі до руйнування зі свого джерела вийшла німфа Аретуса, яка знала про місцезнаходження Прозерпіни завдяки своїм далекосяжним підземним зв'язкам. Вона попросила Цереру пощадити невинну землю і повідомила їй, що її дочка тепер цариця серед мертвих. Церера, тепер уже не тільки у відчаї, але й вкрай обурена, звернулася до Юпітера і зажадала повернення дочки. Він погодився, але за умови, що Прозерпіна ще не їла їжі в Аїді.
Церера вирушає за своєю дочкою, але це не судилося. Прогулюючись садом підземного царства, Прозерпіна побачила гранатове дерево і спробувала його плід, всього сім зерен. Цього не бачив ніхто, окрім Аскалафа, істоти підземного світу, якого Прозерпіна в покарання перетворила на пугача, окропивши його водами Флегетона.

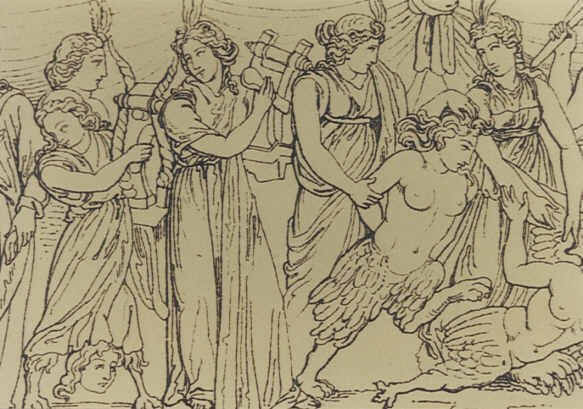
Перетворення супутників на сирен (1885)

Але супутниці Прозерпіни також перетворилися: Після того, як вони обшукали всі землі світу, їхні тужливі заклики до викраденої подруги нарешті рознеслися по морях, і боги перетворили їх на пернатих сирен, яких від морських птахів відрізняють лише людські голови.
Нарешті всі змирилися: Прозерпіна повинна півроку пробути в підземному царстві і півроку вона з матір'ю.

Далі йде перетворення Аретузи в історії Овідія, а потім міф про Тріптолема, який також пов’язаний з Елевсинськими містеріями.

Ілюстрації до Овідія Йоганна Ульріха Крауса, 1690 рік
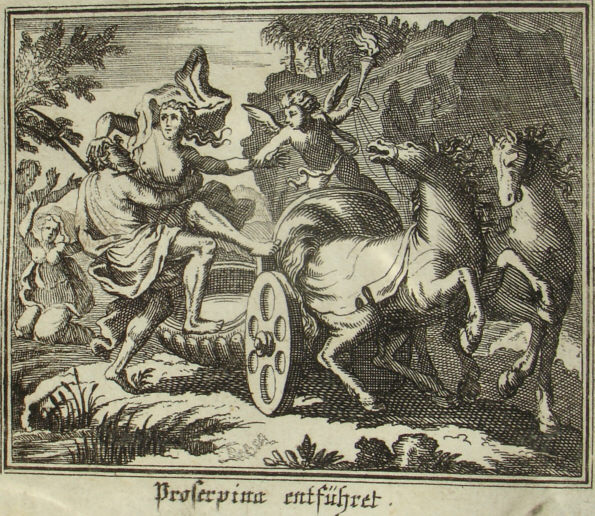
Плутон тягне Прозерпіну в свою колісницю.
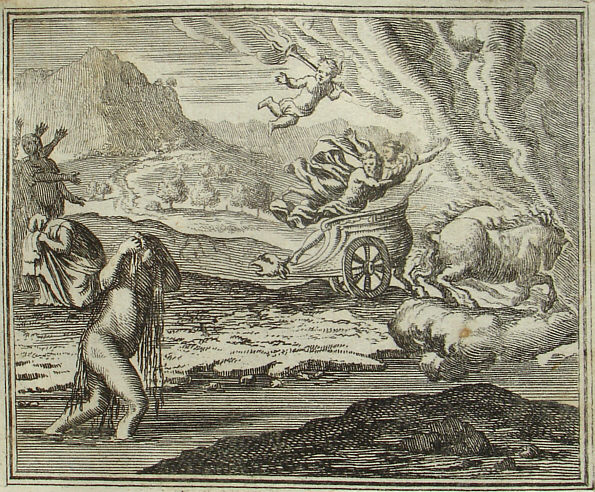
Ціан розливається сльозами.
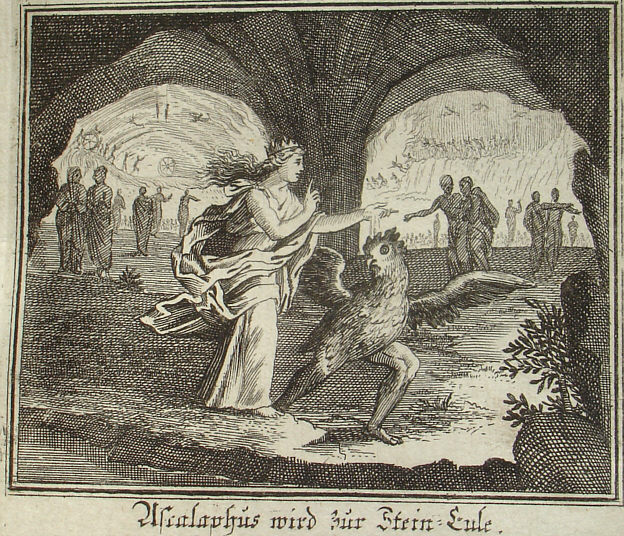
Аскалафус перетворюється на сову
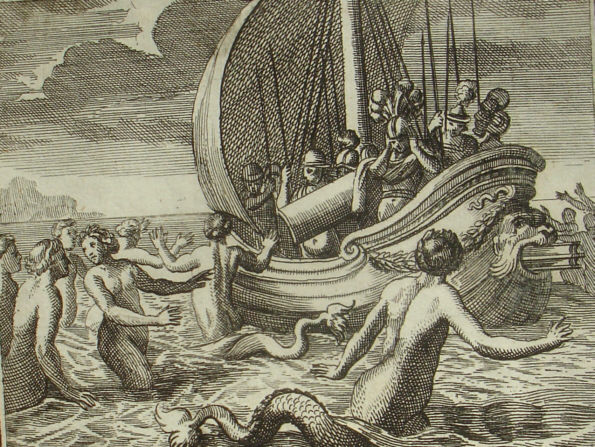
Супутниці Прозерпіни перетворюються на сирен.
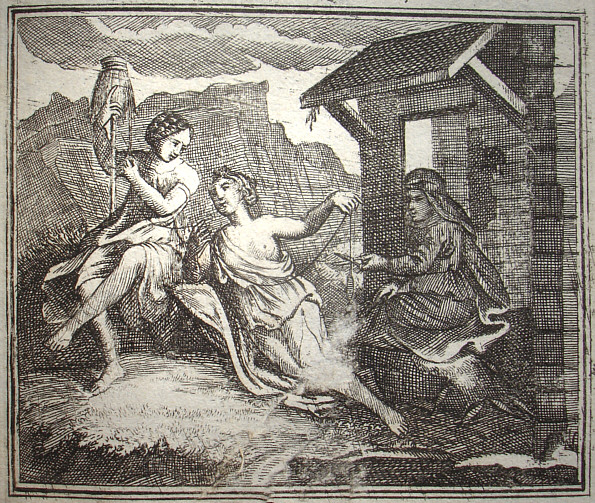
Прозерпіна повернулася додому.

### «Фасти»Овідія
Овідій знову розповідає про зґвалтування Прозерпіни у „Фастах“ (4,417–620) – римському календарі свят у віршованій формі. Подія датується 12 червня. Проте, у квітні за римським календарем свят починаються Ludi Cereris, ігри на честь Церери.
Тут Овідій стримує свою поетичну фантазію, тому його оповідь дещо умовніша:
Аретуза запросила матрон на Сицилію на священне свято, і Церера також приїжджає разом із Прозерпіною, яка розважається, збираючи квіти на лузі. Її бачить дядько Плутон і викрадає. Коли її супутниці розуміють, що Прозерпіна зникла, вони починають голосно плакати. Церера це чує, коли прибуває в Енну, і негайно вирушає на пошуки дочки, йде по її сліду, але потім втрачає її. Овідій перераховує етапи пошуків:
1. Леонтіні, на східному узбережжі 50 км на північ від Сіракуз, згідно з традицією, домівки лестригонців -людожерів,
2. річка Аменанус, пізніше Аменас, маленька річка, яка колись текла з Леонтіні до Катанії,
3. річка Акіс, що впадає в неї біля сучасного Ачіреале,
4. джерела Сіане, близько 7 км на південний захід від центру міста Сіракузи, і
5. джерело Анапу, в який впадає Чіане, що бере початок на Монте-Лауро біля Палаццоло-Акреїде,
6. Гелас, річка, що впадала в Гелу на південному узбережжі,
7. Ортигія, невеликий острів біля Сіракуз та його історичного центру,
8. Мегара Гіблея, стародавнє місто 10 км на південь від Августи (Сицилія),
9. Пантагія, яка впадає в затоку Мегара Гіблея,
10. гирло Сімету, річки поблизу Гібла Майор,
11. печери циклопів, можливо, печери біля моря біля підніжжя гори Етна,[14]
12. місце, назване на честь кривого серпа – або Мессіна, раніше називалася Занкле (від грец. ζάγκλη, «ніж винороба», «серп»), або Дрепанум (від грец. δρέπανον, «серп»),[15]
13. Гімера, стародавнє місто на північному узбережжі між Панормусом (сучасний Палермо) і Кефалоедіумом (сучасний Чефалу),
14. Дідім, сьогодні Саліна, один з Еолійських островів,
15. стародавній Акрагас, на південь від сучасного Агрідженто,
16. Тавроменіум, сьогоднішня Таорміна,
17. Міла, сьогодні Мілаццо,
18. Камеріна, 16 км на південний захід від Вітторії на південному узбережжі,
19. Тапс, на півострові Магнісі біля Пріоло Гаргалло, 18 км на північний схід від Сіракуз,
20. схоже на ущелину верхів'я Гелорусу, нинішнього Телларо, і
21. Ерікс, гора біля північно-західного мису Сицилії.

Нарешті, кажуть, що вона обшукала всю Сицилію з усіх трьох кінців, причому згадуються три точки землі Сицилії, починаючи з тієї, що була найближча до її останньої зупинки.
- Пелоріас, сьогодні Пунта-дель-Фаро, мис на північному сході Сицилії – тут Страбон розташував сирен[16],
- Лілібеум, сьогоднішній Марсала, мис на північному заході, і
- Пахінум, сьогодні Капо Пассеро, мис на південно-східному краю Сицилії.

Нарешті, Церера повертається до гори Етни і запалює дві ялини як смолоскипи біля її вогняної пащі, пащі Тифона, причому Овідій прямо вказує, що саме тому посвячені в містерії Елевсину несуть смолоскипи під час інавгурації. Там є печера, сувора ущелина, огидна для людей і тварин, де Церера бере двох змій, запрягає їх у свою колісницю й летить до Аттики.

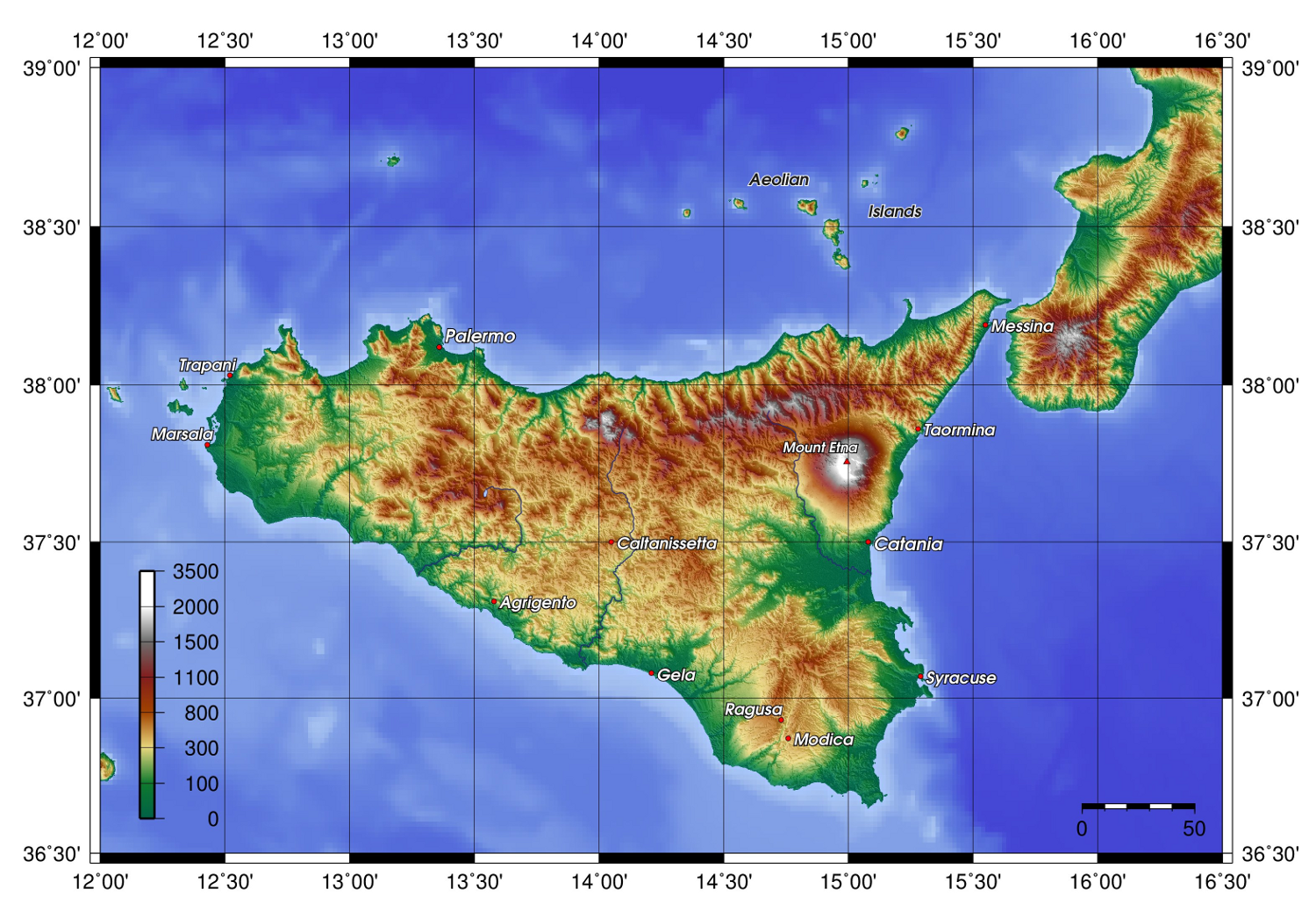
Грецькі та римські міста на Сицилії

Подорож Деметри

Там вона осідає, сідає на камінь, найсумніший камінь - або камінь печалі, там вона залишається, сидить днями, не зворушена ні дощем, ні місяцем, але земля, на якій лежить камінь, є власністю старого чоловіка, Целея. Він назбирав лісових плодів, жолудів, ожини та підліску для багаття і, повертаючись додому, проходить повз місце, де Церера сумно сидить на своєму камені в образі старої жінки, її волосся сховане під чепчиком. Дочка старого, яка веде двох кіз додому, запитує Цереру, що з нею, і старий просить її відпочити під його дахом, але Церера відмовляється і бажає старому вічно насолоджуватися його дітьми, але вона невтішна, тому що у неї вкрали дочку. Боги не можуть плакати, але її горе настільки велике, що вона витискає кришталеву краплю з ока. Старий і його дочка, зворушені жалем, проливають сльози, і старий знову благає Цереру не зневажати його скромну хатину.
Потім Церера погоджується і встає. По дорозі старий розповідає їй, що його маленький син Тріптолем дуже хворий і не може спати, тому що біль для нього занадто сильний. Потім Деметра збирає опіумний мак, смакує його і таким чином розговляється, тому шукачі ініціації в Елевсіні також розговляються таким же чином. Коли вони прибувають до хатини Целея, усі в жалобі, тому що ніхто більше не вірить у порятунок хлопчика. Але коли богиня співчутливо цілує його, він повертається до життя і поступово одужує. Сідають їсти: є сирок у сироватці з яблуками та медом, але Церера не хоче нічого їсти, а тільки дає хлопчикові пити мак у теплому молоці.

Пізніше, посеред ночі, вона бере його на коліна, промовляє над ним три таємні заклинання, а потім накриває його вугіллям з вогнища, щоб спалити все смертне і зробити його безсмертним. Метанейра прокидається, кричить і вихоплює дитину з попелу. Тоді богиня говорить:
Ти згрішила ненароком: материнський страх відвертає дар, і хлопчик залишається приреченим на смерть, але спочатку він буде орати, сіяти і жати.
Потім вона піднімається в запряжену драконами колісницю, піднімається в повітря і летить над Грецією і вздовж кордонів світу, які в той час проходили вздовж Рейну і Рони, між іншим, і продовжує шукати свою дочку, але завжди марно.
Вона піднімається до полярних зірок і спрямовується ними до всевидячого сонця. Потім вона отримує знайому інформацію від Геліоса. І тут Юпітер нарешті дозволяє їй повернутися за умови, що Прозерпіна нічого не їла в підземному царстві, але Меркурій, якого потім посилають, повідомляє, що вона з'їла три гранатові зернятка. Церера впадає в жалобу і назавжди зійшла б до дочки в підземний світ, якби Юпітер не визнав, що Прозерпіна провела півроку у верхньому світі.

### Місце викрадення
Місце викрадення змінюється залежно від версії міфу, але не випадково. У деяких випадках особливе значення надається місцю події, а саме місцю пограбування.
У гомерівському гімні йдеться про рівнину Нісу, місце, яке інакше не локалізоване. Дійсно, існує гора Ніса як місце народження Діоніса, або нісейські німфи, які доглядають за дитиною Діоніса, або Ніса як годувальниця Діоніса; однак неясно, де саме має бути розташована рівнина Ніса.
Цицерон згадує сицилійську хну; За ним йдуть Діодор і Овідій. Гігін згадує Сицилію.

### Інтерпретація міфу

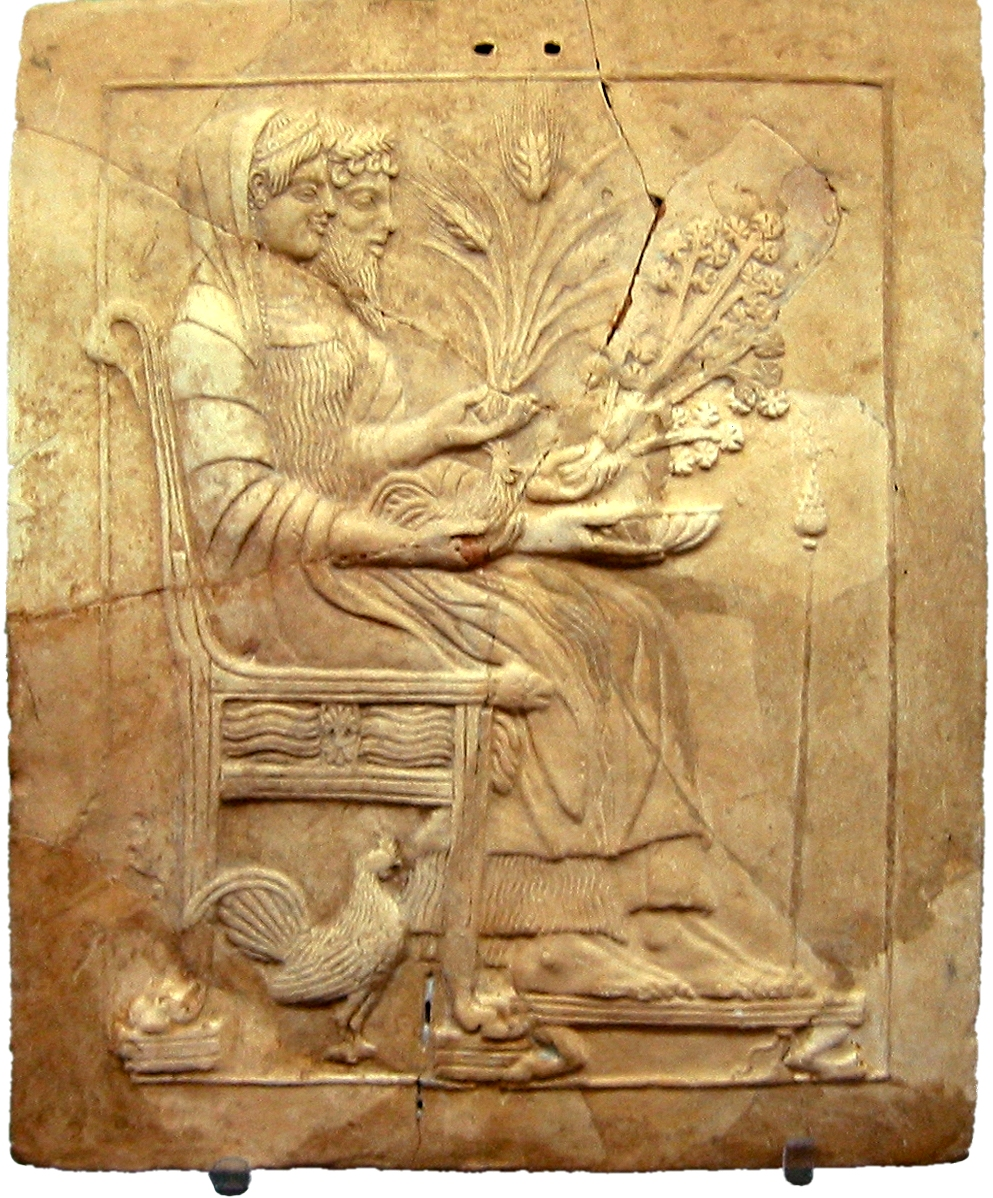
Пінака Персефони та Аїда на троні. Знайдений у священному святилищі Персефони в Локрі.

Викрадення Персефони — етіологічний міф, що пояснює зміну пір року. Персефона, з'ївши зерна граната в підземному царстві, змушена провести там чотири місяці, або в інших версіях шість місяців за шість зерен. Розпач Деметри через втрату доньки спричиняє в’янення рослинності та флори, що призводить до осені та зими. Коли перебування Персефони в підземному світі закінчується, і вона возз’єднується зі своєю матір’ю, радість Деметри спричиняє розквіт земної рослинності, що приносить весну та літо.
Це також пояснює, чому Персефона асоціюється з Весною: її повторна поява з пекла означає прихід Весни. Тому історія про викрадення Персефони в Аїд, її пошуки Деметрою та її повернення на земну поверхню ілюструють сезонний цикл рослинності та вирощування зерна, включаючи смерть і відновлення життя.

## Поезія
«Повернення Прозерпіни» — незавершена латинська поема, написана дактилічним гекзаметром Клавдіаном близько 395 року. Вона складається з трьох книг, після короткої передмови в елегійних дистихах.
Перша пісня, що складається з 288 куплетів, розповідає про обставини, що призвели до викрадення. Плутон, втомлений самотністю, просить собі дружину. Церера, хвилюючись за свою доньку Прозерпіну, переховує її на Сицилії. Але Юпітер вирішив інакше. Венера допомагає царю богів. У 372 віршах другої книги Клавдій зосереджується на епізоді викрадення. Прозерпіна в супроводі інших молодих дівчат збирає квіти, коли з'являється Плутон, викрадає її на своїй колісниці і кидає у своє пекельне царство. Весілля ось-ось почнеться. Останні 448 рядків присвячені пошукам Церери своєї доньки. Юпітер пояснює іншим богам, що він був зобов'язаний принести в жертву двох богинь, щоб зберегти світовий порядок. Церера, зі свого боку, розуміє, що її донька зникла, і вирушає на її пошуки на Сицилію, на гору Етна.

## Живопис

### Алессандро Аллорі
Ця картина на великому дерев'яному полотні називається «Викрадення Прозерпіни». Вона була написана в 1570 році і більшу частину свого життя провела на віллі Сальвіаті після того, як її замовила сім'я Сальвіаті.

### Рембрандт
«Викрадення Прозерпіни», написане приблизно в 1631 році, в основному приписують Рембрандту. Незважаючи на те, що картина залишається непідписаною, стиль і композиція вказують на руку Рембрандта. Зараз вона виставлена як частина постійної експозиції Берлінської картинної галереї.

### Рубенс
Пітер Пауль Рубенс зобразив викрадення Персефони на картині під назвою «Зґвалтування Прозерпіни», створеній у 1636—1637 роках. Картина мала прикрасити втрачену вежу Торре-де-ла-Парада, і тому належала іспанській королівській родині.
Пізніше у XVII столітті Хуан Баутіста Мартінес дель Мазо скопіював цю картину олією на полотні під назвою «Зґвалтування Прозерпіни», а у ХІХ столітті її знову відтворили в Літографічному інституті Мадрида з метою друку та розповсюдження.

### Джордано
«Міфологічна сцена зі зґвалтуванням Прозерпіни» була створена як частина набору олійних етюдів, призначених для розпису стельових фресок у Палаццо Медічі Ріккарді у Флоренції, з наміром представити її на затвердження маркізу Франческо Ріккарді перед розписом у палаці. Наразі десять з дванадцяти олійних етюдів, створених між 1682 та 1685 роками, зберігаються в Національній галереї.

### Інші картини
«Зґвалтування Персефони», картина в Македонській гробниці I у Вергіні (Еге), датується серединою IV століття до нашої ери. Цю фреску на місці здебільшого неможливо розрізнити, окрім самих фігур Аїда та Персефони на колісниці.

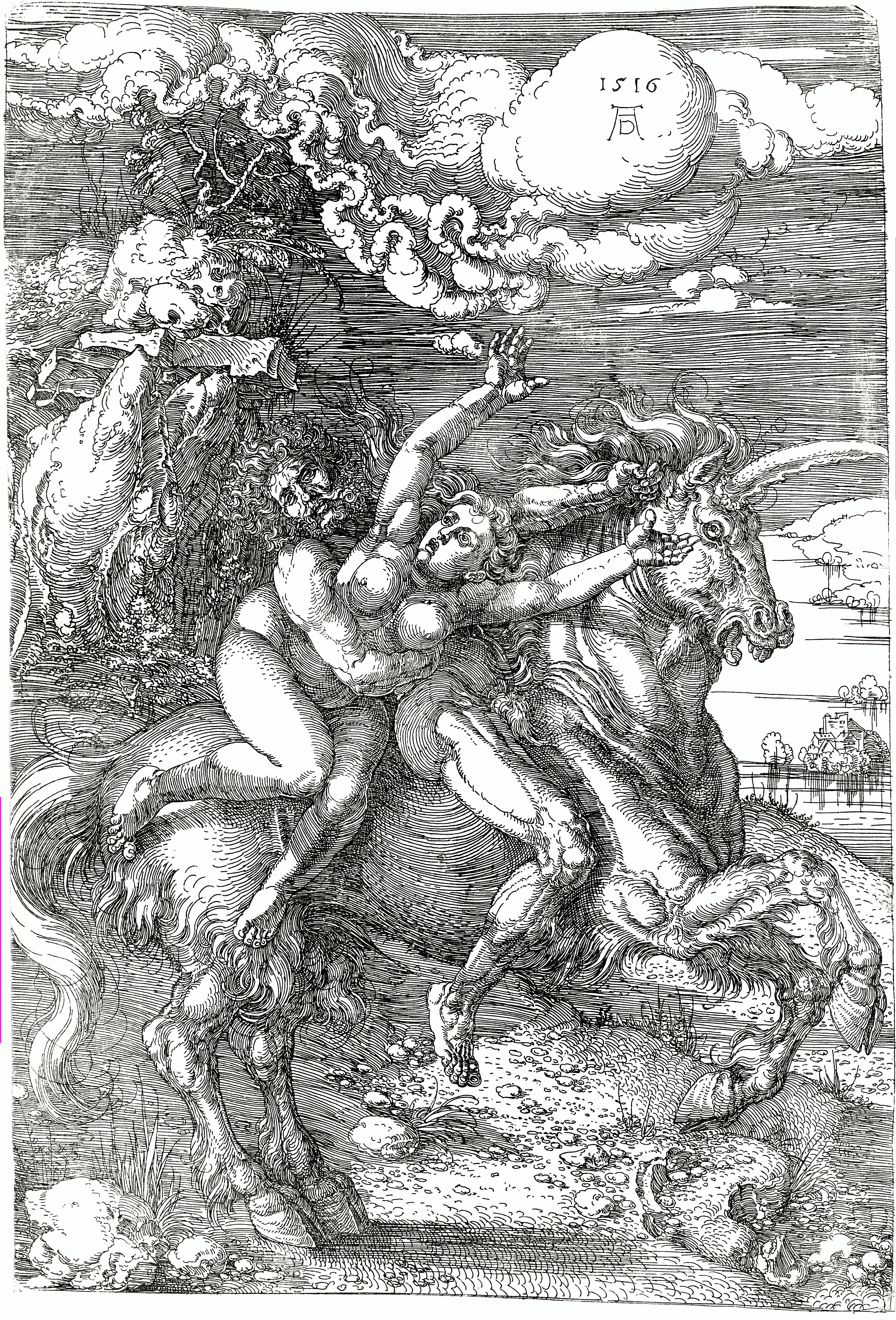
«Зґвалтування Прозерпіни» (Альбрехт Дюрер, офорт 1516)
«Викрадення Прозерпіни» (Алессандро Аллорі, 1570)
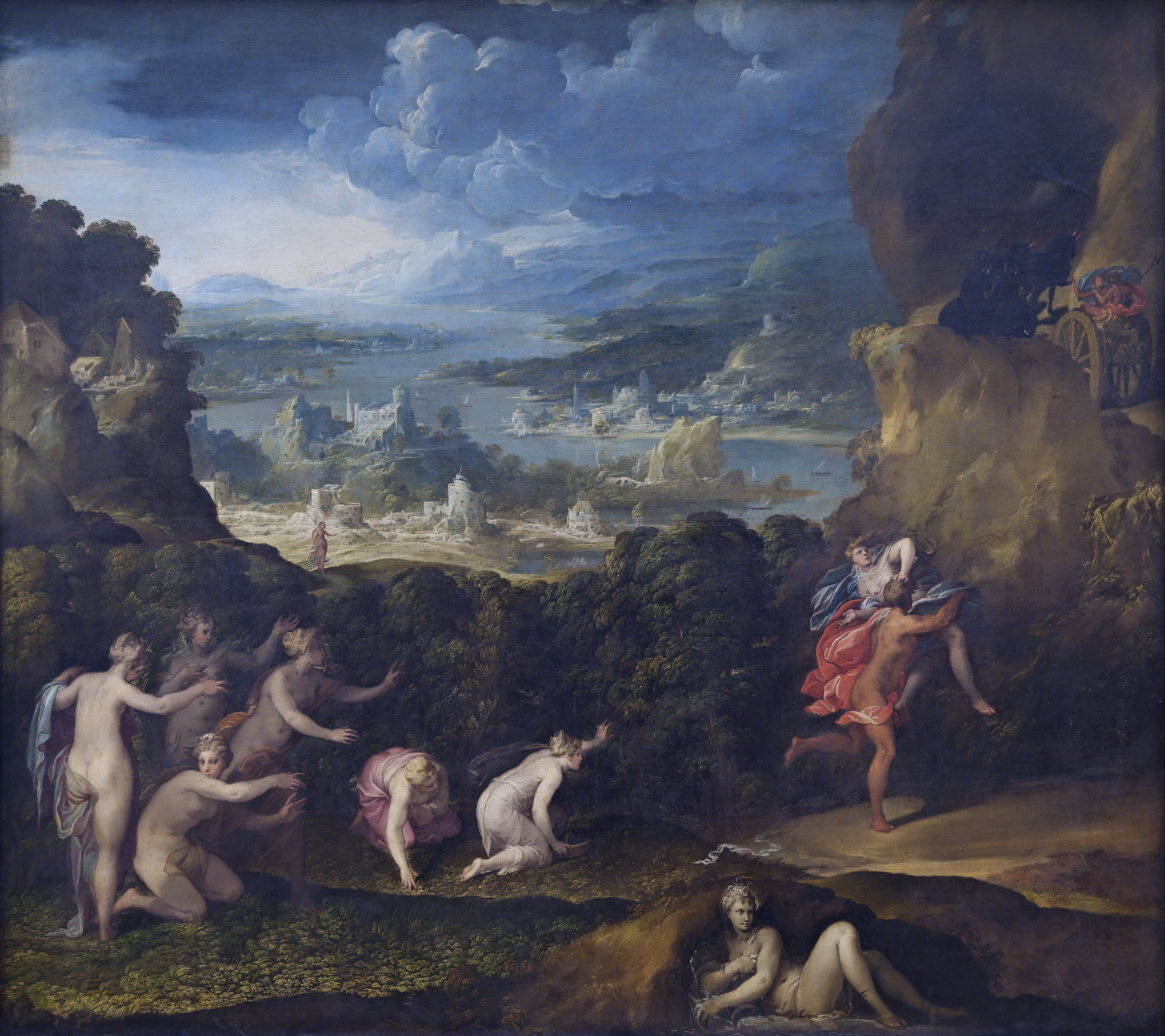
«Прозерпіна кличе своїх супутниць» (Нікколо дель Аббате, XVI ст.)
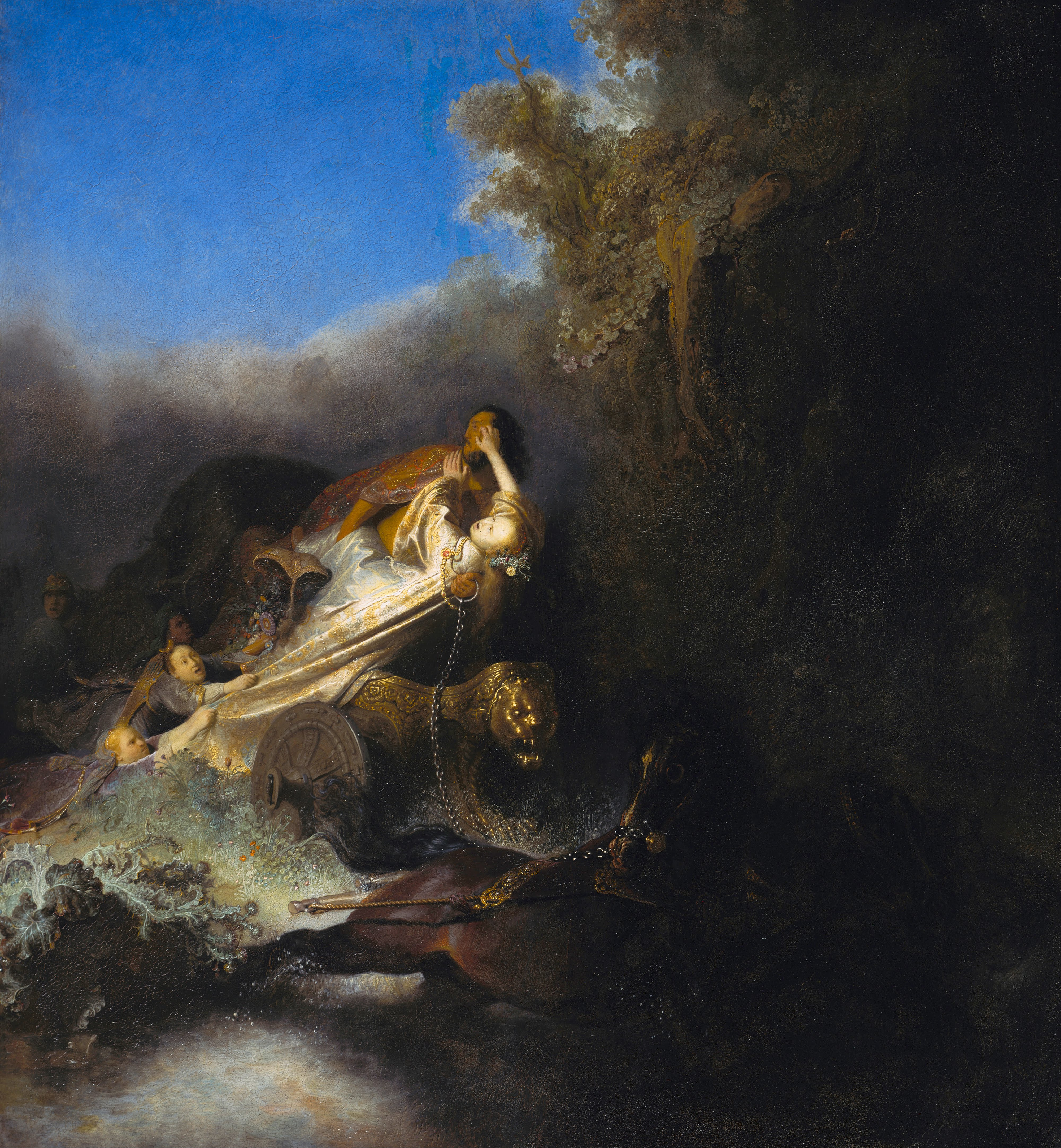
«Викрадення Персефони» (Рембрандт ван Рейн, бл. 1631)
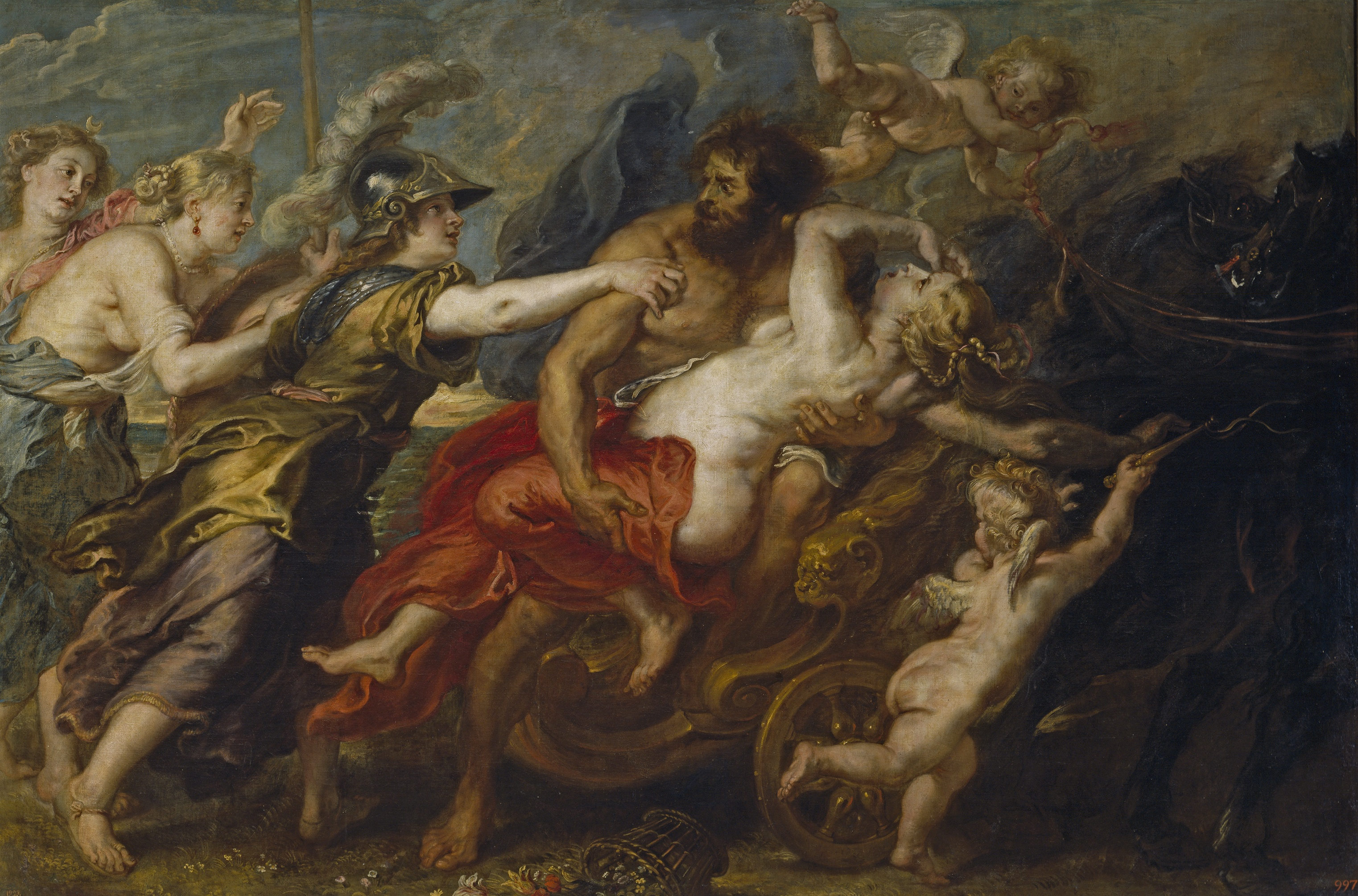
«Зґвалтування Прозерпіни» (Пітер Пауль Рубенс, 1636—1637)
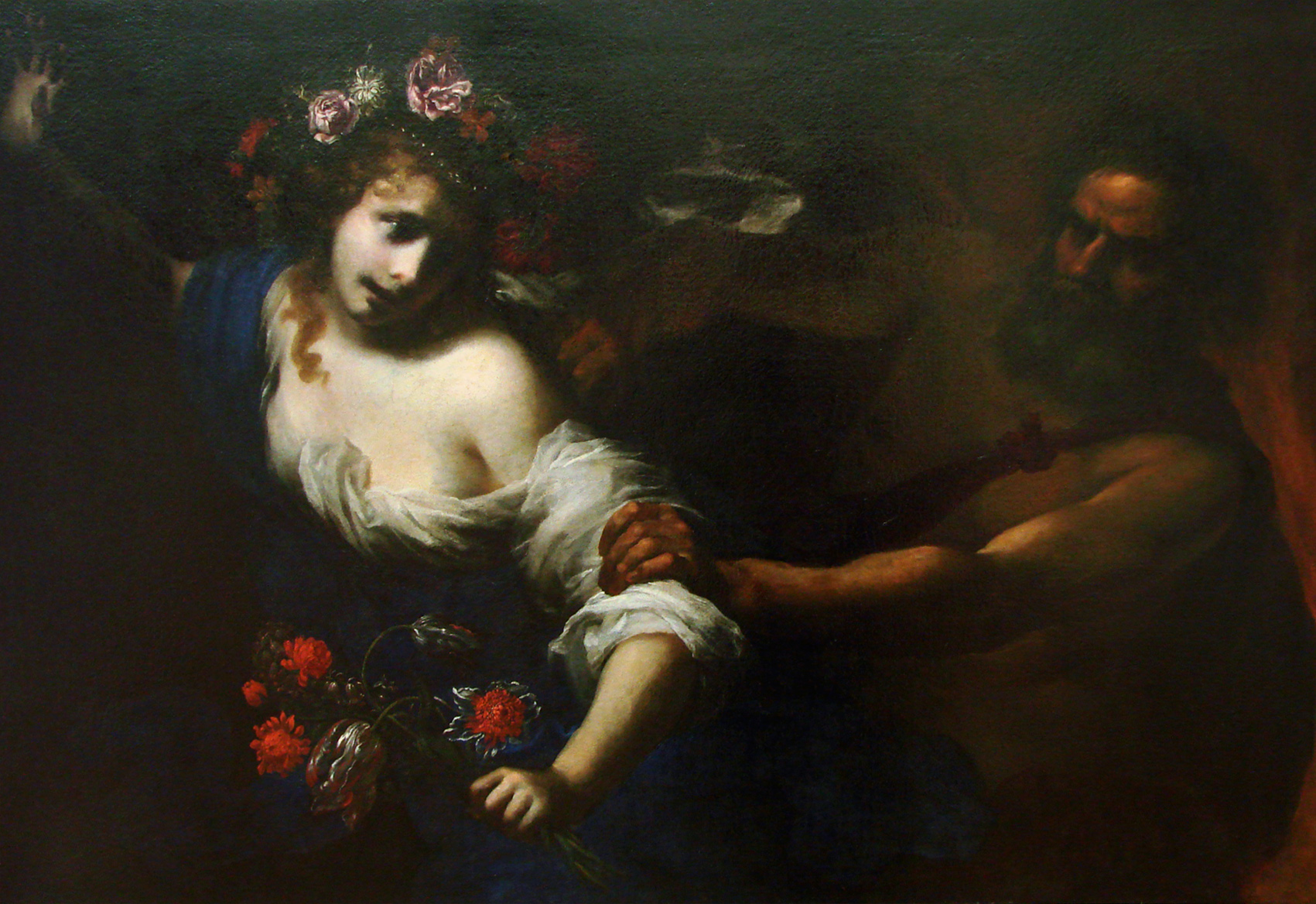
«Зґвалтування Персефони» (Сімон Піньоні, бл. 1650)

## Скульптура
Приклади:
- «Зґвалтування Персефони» з римської вілли Чираган, музей Сен-Раймон, Тулуза.
- «Викрадення Прозерпіни» зображено на римському саркофазі, який називається «Саркофаг Прозерпіни», що зберігається в скарбниці Аахенського собору.
- «Зґвалтування Персефони», художник Пінтуріккіо, у сховищі бібліотеки Пікколоміні в Дуомо, Сієна.
- «Викрадення Прозерпіни Плутоном» — скульптура Франсуа Жирардона, що зберігається у Версальському палаці.
- «Зґвалтування Прозерпіни» італійського художника Джан Лоренцо Берніні, велика барокова мармурова скульптурна група, виконана між 1621 і 1622 роками. Це оригінальна робота з діагональною композицією, дуже барокова. Стабільність композиції забезпечується взаємодією вертикалей і діагоналей, водночас роблячи її дуже динамічною. Це дуже натуралістичне зображення, особливо в трактуванні плоті. Видно, як пальці Плутона впиваються в стегно Прозерпіни. Так само дуже натуралістичними є зіниці та рот Прозерпіни.
- «Фонтан зґвалтування Прозерпіни» в Катанії, датований 1904 роком.

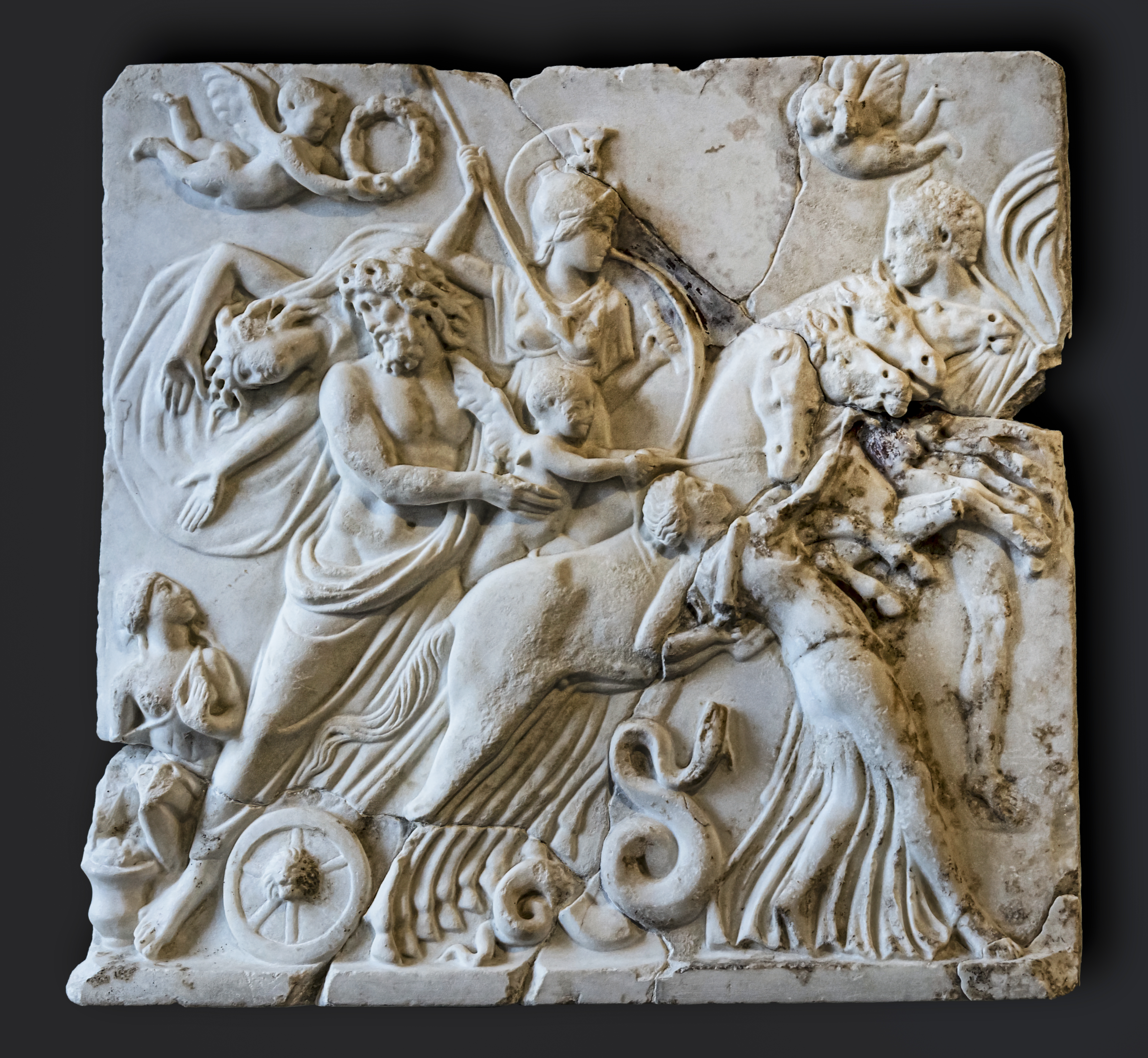
Зґвалтування Персефони, музей Сен-Раймон, Тулуза, інв. Ra 152
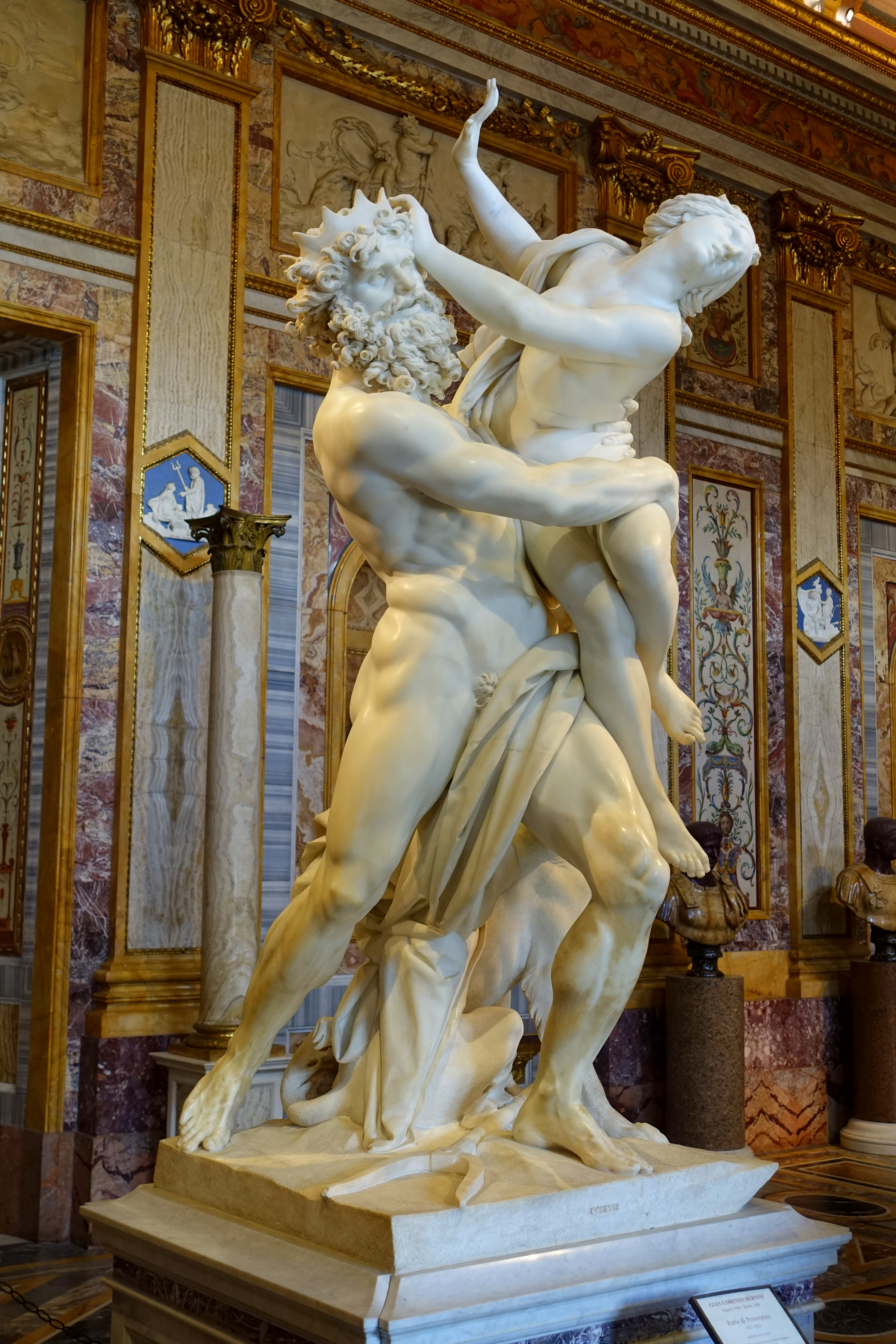
Зґвалтування Прозерпіни Берніні, Вілла Боргезе, Рим
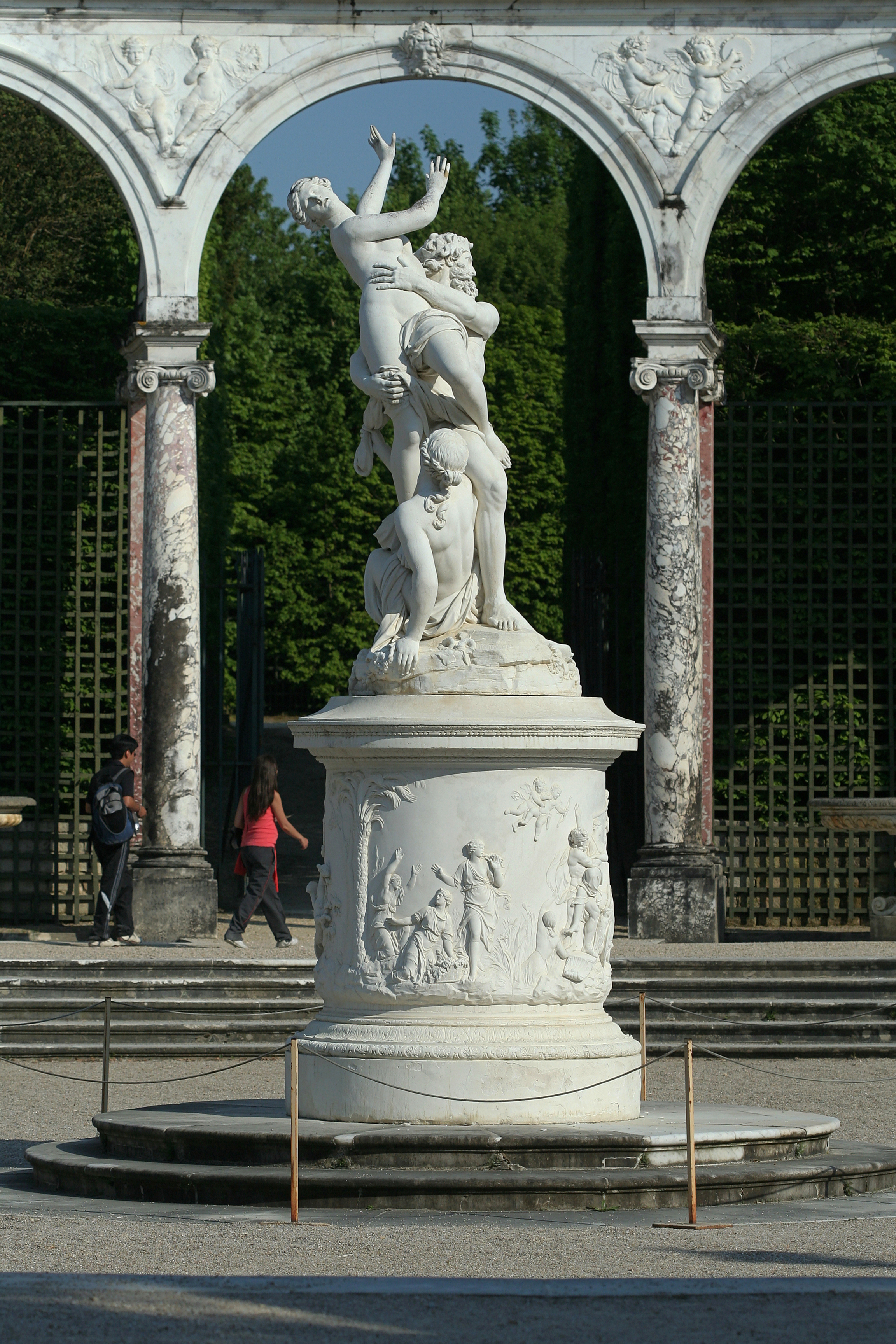
«Викрадення Прозерпіни Плутоном» — скульптура Франсуа Жирардона.
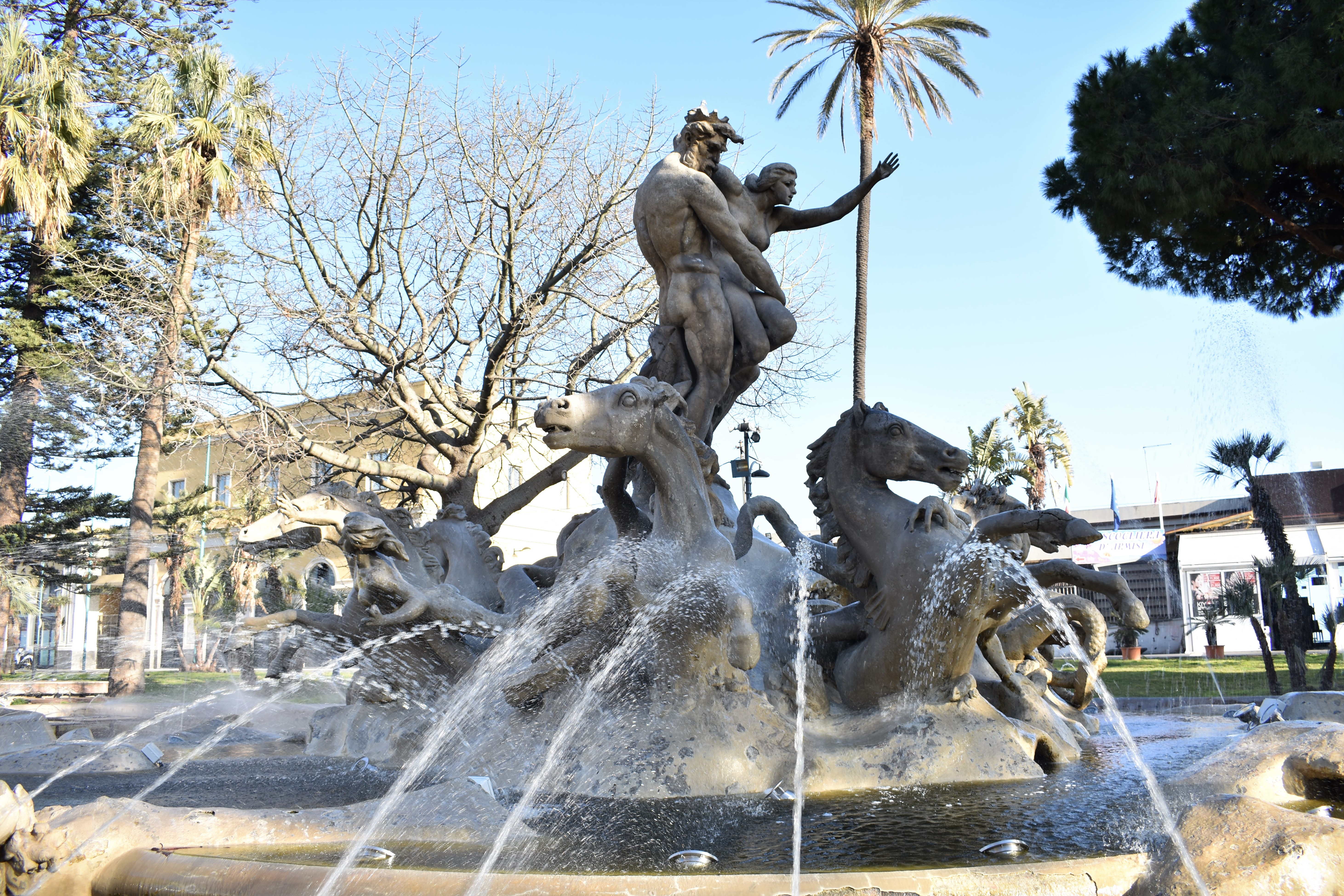
«Фонтан зґвалтування Прозерпіни» в Катанії. На задньому плані зліва - центральний вокзал.